# Cymothoe fumana
Cymothoe fumana är en fjärilsart som beskrevs av John Obadiah Westwood 1850. Cymothoe fumana ingår i släktet Cymothoe och familjen praktfjärilar. Inga underarter finns listade i Catalogue of Life.